# Länsväg 311
Länsväg 311 är en primär länsväg i Dalarnas och Jämtlands län. Den sträcker sig genom fjäll- och skogslandskap mellan Sälen (riksväg 66) i söder och Tännäs (riksväg 84, nära Funäsdalen) i norr via Särna (riksväg 70). Länsväg 311 är idag 184 km lång. Den går genom Malung-Sälens, Älvdalens och Härjedalens kommuner.
Vägen är relativt smal och kurvrik. Den når vid Högvålen söder om Tännäs en höjd av 850 m över havet, vilket är högst bland nummerskyltade vägar i Sverige. Det är mycket glest befolkat längs vägen, vilket gör att det inte är så mycket trafik. Vägen är dock relativt viktig för turister på långresa, så på sommaren är det lite mer trafik.

## Historia
Den södra delen, Sälen-Särna, var tidigare en del av länsväg 297 (Malung–Sälen–Särna), men när den södra delen av 297:an i början av 2000-talet togs upp i riksväg 71 (nuvarande riksväg 66) lät man den del som blev över bli en sydlig förlängning av numret 311. Redan på 1940-talet då vägnummer infördes gavs numret 311 till vägen Särna-Tännäs.

## Bilder

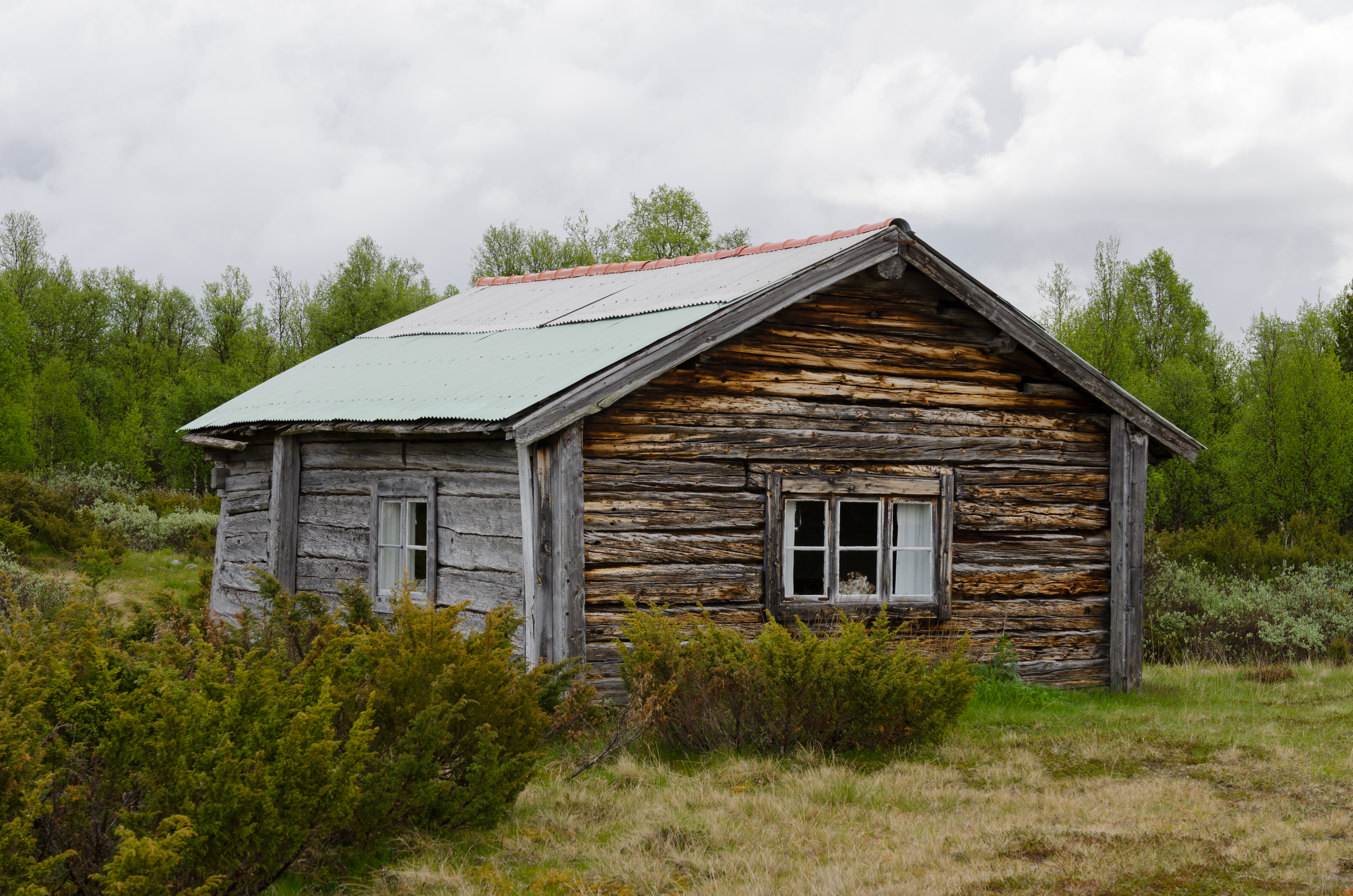
Intill länsväg 311 i byn Mälen, söder om Högvålen
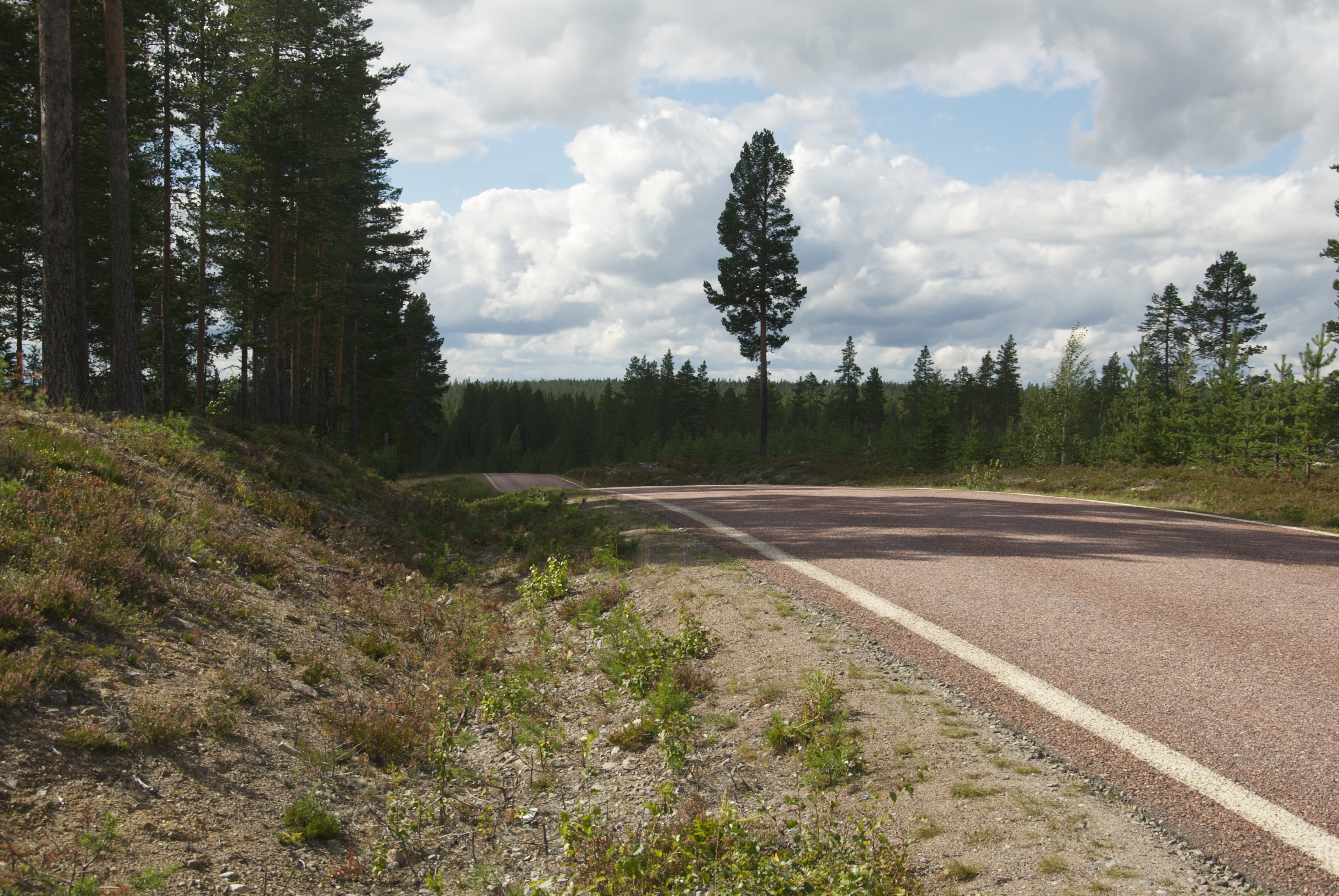
Norr om Särna